# Klitserbeek

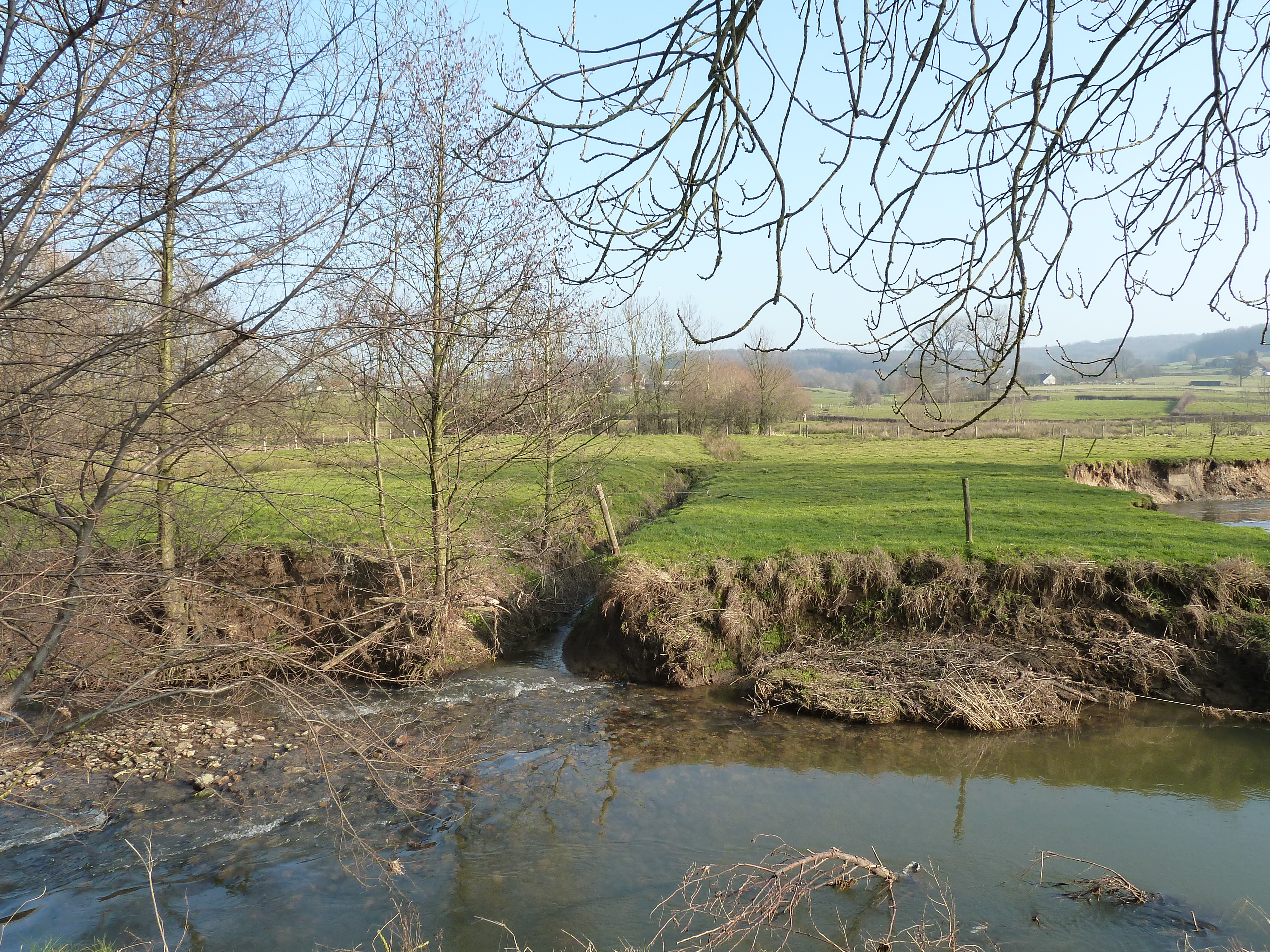
Monding van de Klitserbeek in de Geul

De Klitserbeek is een beek in Nederlands Zuid-Limburg in de gemeente Gulpen-Wittem. De beek ligt ten noordoosten van Epen en ten zuiden van Mechelen op de rechteroever van de Geul.

## Ligging
De Klitserbeek ligt in het Geuldal en is onderdeel van het stroomgebied van de Maas. De beek ontspringt uit verschillende bronnetjes in de Vijlenerbossen in het noordwestelijke deel van dit bosgebied, dat wel met de naam Elzetterbosch wordt aangeduid. Nog voor het kruisen met de Fokkebroekweg wordt de beek gevoed door de Thienenbergbeek. Na het verlaten van het bos meandert ze tussen Helle en Bommerig door naar het westen. Bij de buurtschap Hurpesch mondt de Klitserbeek tussen De Paulusborn en de Nutbron uit in de Geul.
In de buurtschap Hurpesch lag vroeger Kasteel Hurpesch in de nabijheid waar de Klitserbeek uitmondt in het riviertje de Geul. Thans ligt daar op die plek de huidige vakwerkboerderij Hurpesch daterend uit de achttiende en negentiende eeuw, gelegen op de rechteroever (oostoever) van de Geul. De gracht rond het eiland waar het kasteel op stond werd aan de zuidoostzijde gevoed door de Klitserbeek.

## Ecologie
De Klitserbeek werd in de periode 1971-1995 genoemd als een van de gebieden waar de vuursalamander (Salamandra salamandra) werd waargenomen.
Bij de bron en in een bronbosje van de Klitserbeek in het westelijke deel van het Elzetterbosch zijn zwarte els en goudveil gevonden.
In 2007 werd bij de Klitserbeek de grote bosmuis aangetroffen.